# Fregata Regele Ferdinand
Regele Ferdinand (F-221) (fostă HMS Coventry (F98)) este o fregată din clasa 22 (denumită și Broadsword) și actuala navă-amiral a Marinei Militare Române.
Înainte de a fi vândută României, HMS Coventry (F-98) aparținea Marinei Regatului Unit. Inițial fregata trebuia numită Boadicea dar a fost botezată Coventry în onoarea lui HMS Coventry (D-118), un distrugător din clasa 42 scufundat în Războiul Malvinelor.
Nava a fost cumpărată de la Regatul Unit de Marina Română, pe 14 ianuarie 2003, și redenumită Regele Ferdinand după regele Ferdinand I al României. Fregata a fost predată României pe 19 august 2004 și a fost supusă imediat probelor pe mare. Regele Ferdinand a fost recepționată de Marina Militară Română pe 9 septembrie 2004. În acea perioadă au existat controverse privind prețul la care a fost cumpărată fregata.
Comandanții fregatei Regele Ferdinand au fost, din 2004, comandorii Sorin Learschi, Marian Săvulescu, Mihai Panait, Marinică Mustățea, Marian Ioan și George-Victor Durea.

Fregata Regele Ferdinand este continuatoarea tradițiilor distrugătorului Regele Ferdinand, intrat în serviciu la 07.09.1930.

## Istoric
În schimbul a 116 milioane lire sterline (134 milioane euro), Guvernul Adrian Năstase a achiziționat, la 14 ianuarie 2003, două fregate datând din 1986, pe care Londra le scosese din uz în 2002. Începând cu 1997, Flota militară a Regatului Unit s-a redus de la 137 la 99 de nave, număr calculat de conservatorul Liam Fox pentru The Daily Mail, iar Londra a încasat doar 580 milioane lire (670 milioane euro). Din această sumă, România a suportat o cincime, deși a luat două din 38 de nave. BAE Systems este cea mai mare companie de armament și tehnică militară din Europa având clienți pe cinci continente și cu vânzări anuale de miliarde de lire sterline. Compania privată BAE sistems este cea care a luat cea mai mare parte din prețul plătit de România, în timp ce la bugetul statului britanic nu a intrat decât suma de 200.000 lire (230.000 euro).

## Misiuni

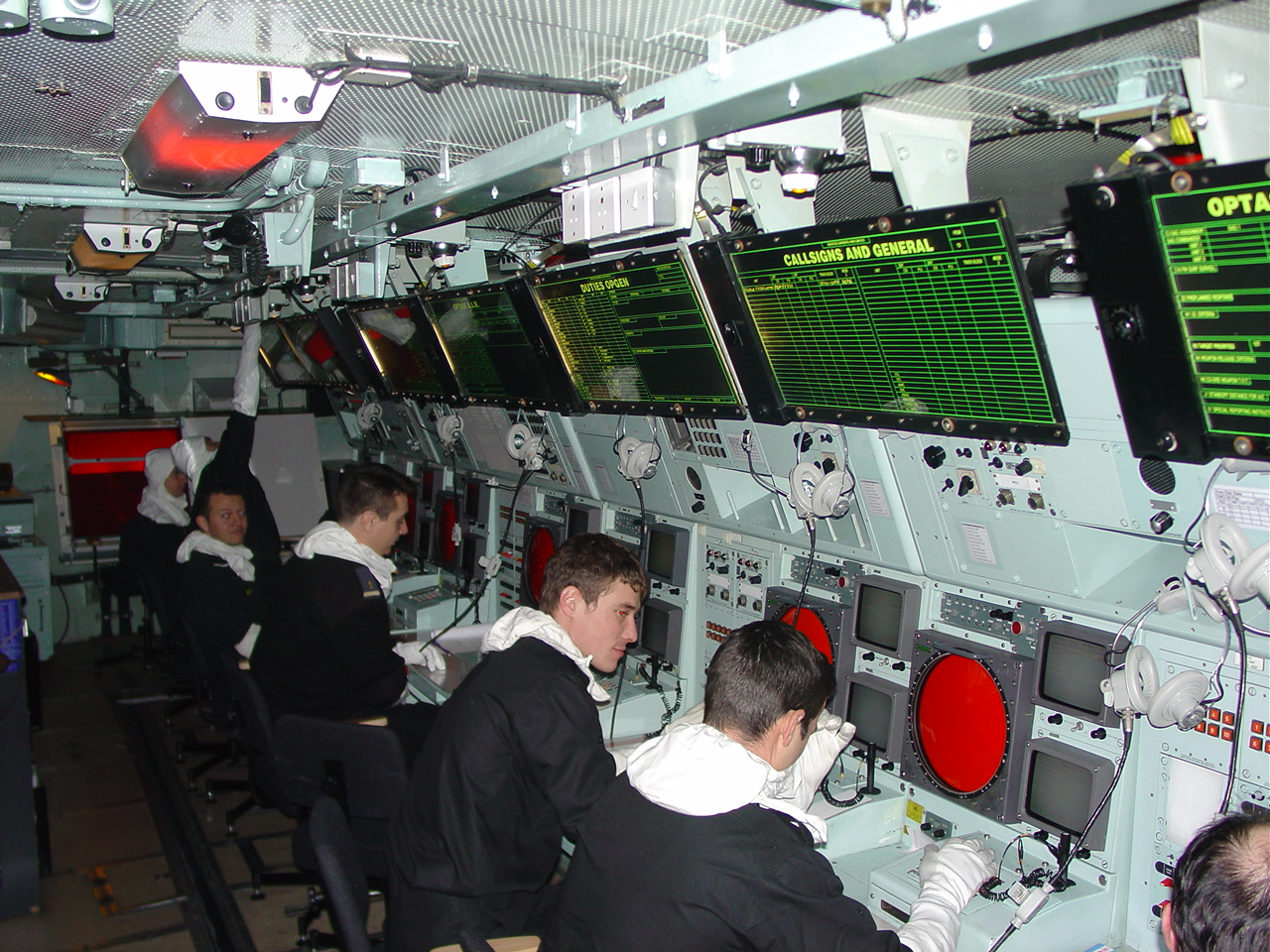
Sisteme de comandă aflate la bord.

Fregata Regele Ferdinand a participat, în perioada septembrie-decembrie 2005 la Operația „Active Endeavour”. A fost prima prezență românească în teatrul maritim de operații din Marea Mediterană.
A participat, în Marea Neagră, la antrenamente în comun cu nave din țările membre NATO, printre care: USS The Sullivans ,BUS Drazki (Bulgaria), TCG Gockceada (Turcia) și ITS Grecale (Italia).
În perioada 14-19.11.2008 a efectuat o vizită oficială în Israel, portul Haifa, prima vizită a unei nave românești în această țară.
La data de 25.11.2008 a primit Emblema de Onoare a Forțelor Navale din partea Șefului Statului Major al Forțelor Navale.
În martie 2007, la bordul fregatei, specialiștii IAR Ghimbav împreună cu militarii Grupului de elicoptere au executat testarea/omologarea elicopterului IAR 330 Puma Naval.
În cadrul exercițiului multinațional CERTEX 2007, desfășurat în Bulgaria, nava a fost certificată național nivel 1 interoperabilitate, iar în cadrul exercițiului „Noble Midas” desfășurat în Croația, a fost certificată NATO nivel 1.
În perioada 10-11 noiembrie 2009, în premieră pentru Forțele Navale Române, în cadrul echipajului fregatei Regele Ferdinand a fost încadrat serviciul de luptă aviație.
În perioada 1-30 noiembrie 2010, Fregata 221 a executat în cadrul operației „Active Endeavour”, misiuni specifice de prevenire și combatere a terorismului și a traficului ilegal, alături de alte nave și forțe aflate sub comandă NATO.
Pe 22 martie, președintele român Traian Băsescu a declarat, după o ședință a CSAT, că România va trimite în Marea Mediterană fregata Regele Ferdinand, având la bord 205 marinari și doi ofițeri de Stat Major din Forțele Navale, să contribuie la întărirea embargoului privind armamentul, ca parte a intervenției militare din Libia.
Nava s-a întors în țară pe 21 iulie 2011, misiunea executată în Marea Mediterană, în cadrul operației „Unified Protector” fiind îndeplinită cu succes.